# Thane Creek

Großraum Mumbai mit dem Thane Creek

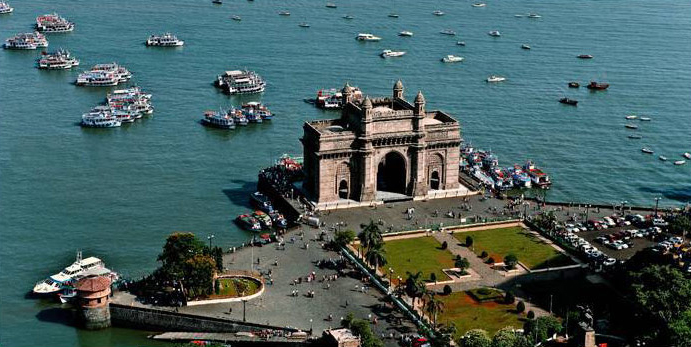
Thane Creek mit dem Gateway of India

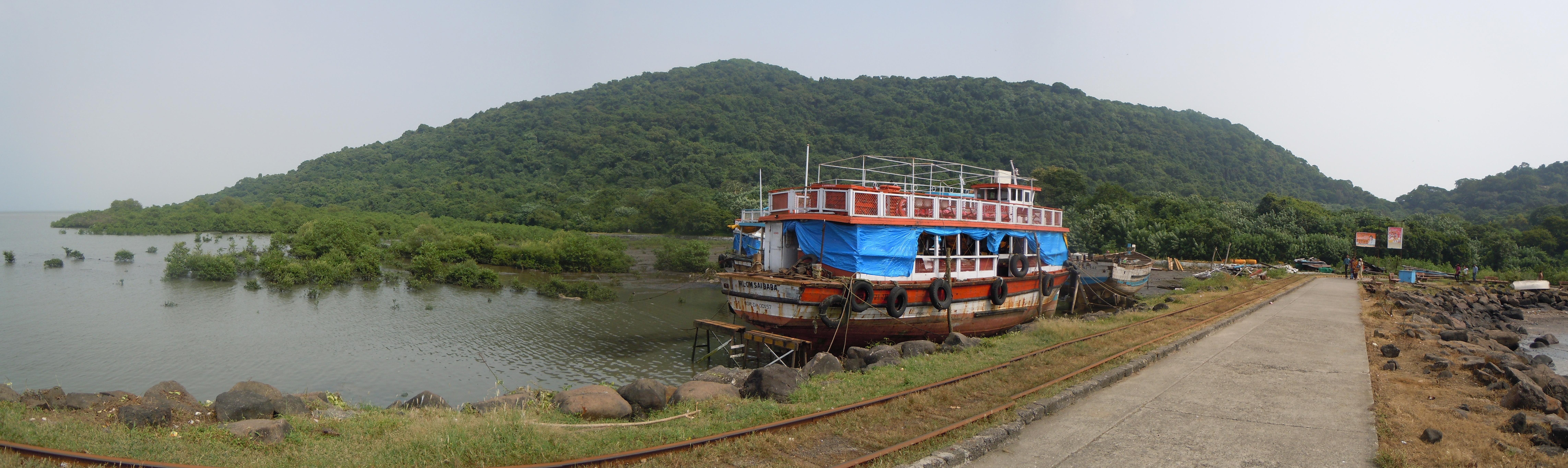
Bootsanleger auf der Insel Elephanta

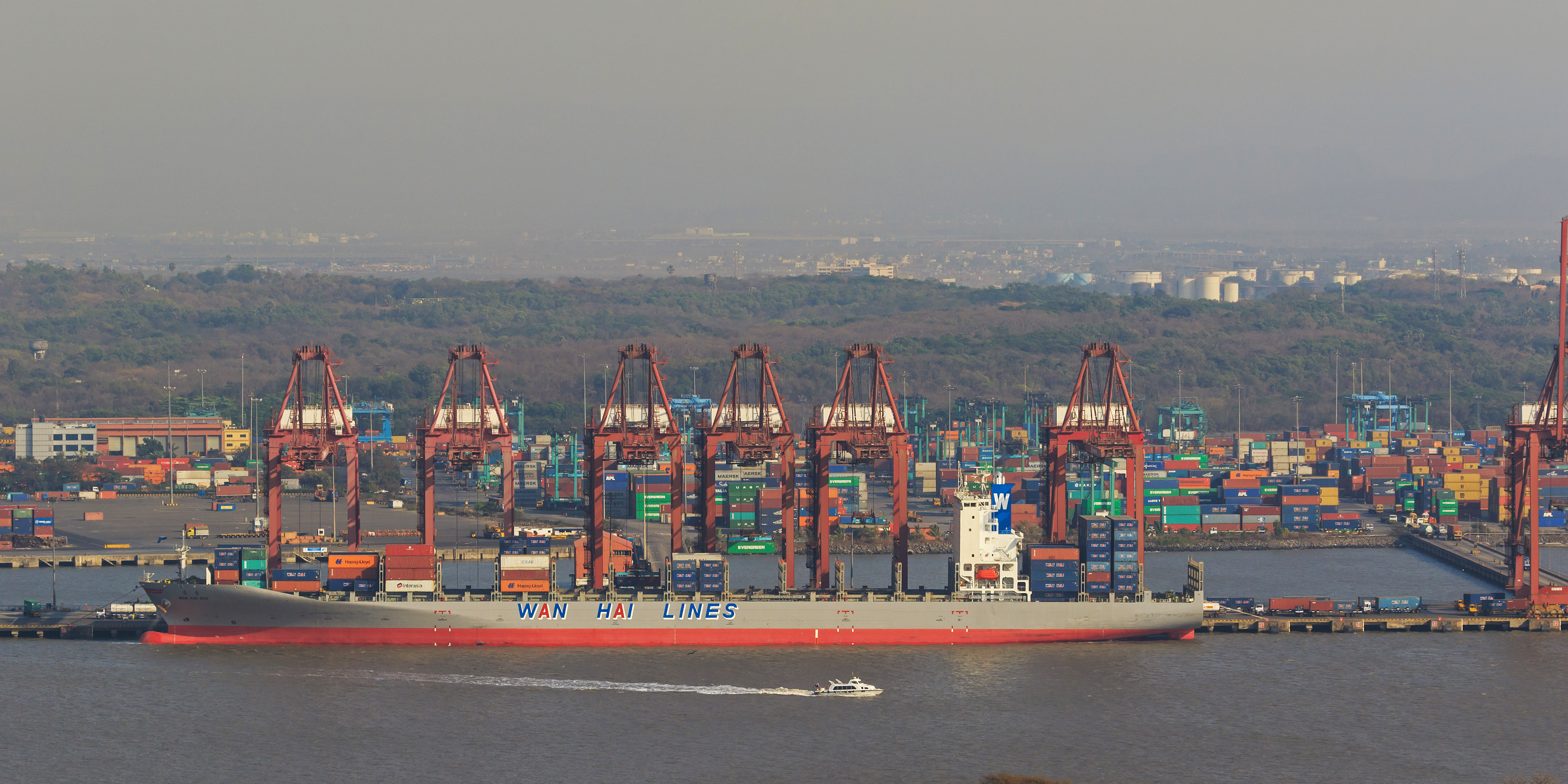
Containerhafen Nhava Sheva

Der Thane Creek ist eine trichterförmige Meeresbucht östlich der Insel Salsette, auf der die Stadt Mumbai, die Hauptstadt des indischen Bundesstaats Maharashtra, liegt.

## Geschichte
Obwohl an der Nordspitze des Thane Creek ein Nebenarm des Flusses Ulhas einmündet, nimmt man an, dass die Bucht durch plattentektonische bzw. seismische Aktivitäten entstanden ist. Die Gezeitenunterschiede im Thane Creek sind gering, so dass die vor Wind und Wellengang weitgehend geschützte Bucht zunächst von arabischen Seefahrern, später dann von den Karavellen der Portugiesen und seit 1661 von den Briten als natürlicher Hafen genutzt wurde. Im etwa 10 bis 15 km breiten Mündungsbereich des Thane Creek befindet sich der Fährhafen von Mumbai mit dem zur Erinnerung des Besuchs von Georg V. (1911) in den 1920er Jahren errichteten Gateway of India und die vielbesuchte Insel Elephanta mit einem der imposantesten hinduistischen Höhlentempel Indiens.

## Industrie etc.
Auf dem Westufer des Thane Creek etwas weiter nördlich befinden sich der alte Wirtschafts- und Industriehafen Mumbais mit zahlreichen kleineren und mittleren Kais und Trockendocks sowie mehrere kleinere nukleare Forschungsreaktoren im Bhabha Atomic Research Centre; der neue Containerhafen Nhava Sheva wurde dagegen auf dem Ostufer des Thane Creek angesiedelt. An der Nordspitze der Meeresbucht liegt die zum Großraum Mumbai gehörende Millionenstadt Thane.

## Naturschutzgebiet
Die Uferzonen im Mittelteil des Thane Creek zwischen den – die beiden auf dem Ostufer liegenden Städte Airoli und Vashi mit Mumbai verbindenden – Brücken Airoli-Bridge und Vashi-Bridge sind ökologisch noch halbwegs intakt und stellenweise von Mangroven gesäumt; hier wurde im August 2015 ein ca. 17 km² großes Vogelschutzgebiet (vor allem für Flamingos) eingerichtet.